# Naim Qassem
Naim Qassem (Kfarfila, 1º febbraio 1953) è un religioso e politico libanese, quarto segretario generale del partito sciita Hezbollah dal 29 ottobre 2024.

## Biografia
Qassem fu uno dei fondatori dell'Unione degli studenti musulmani libanesi, fondata negli anni '70. Si unì al movimento Amal quando era guidato dall'Imam Musa al-Sadr. Qassem fu a capo dell'associazione per l'educazione religiosa islamica dal 1974 al 1988. Qassem partecipò alla fondazione di Hezbollah e nel 1991 ne divenne vicesegretario generale, incarico che mantenne fino al 29 ottobre 2024, quando assunse la carica di quarto segretario generale a seguito dell'uccisione di Hassan Nasrallah.